# Maximilian Pekrul
Maximilian Pekrul (Neuruppin, 15 marzo 1989) è un attore tedesco.

## Biografia
Dal 2010 al 2014 ha frequentato gli studi di recitazione presso Università della musica e del teatro di Lipsia.
Vive a Berlino.

## Filmografia

### Cinema
- Magical Mystery oder: Die Rückkehr des Karl Schmidt, regia di Arne Feldhusen (2017)
- ALOC, regia di Gustav Arthur Simon - cortometraggio (2020)
- Liebesdings, regia di Anika Decker (2022)
- Pink Puzzle, regia di Mike Adler (2023)

### Televisione
- Beat – serie TV, episodio 1x01 (2018)
- In aller Freundschaft - Die Krankenschwestern – serie TV, episodio 1x06 (2018)
- Counterpart – serie TV, episodio 2x01 (2018)
- 8 giorni alla fine (8 Tage) – miniserie TV, 1 puntata (2019)
- Ultima traccia: Berlino (Letzte Spur Berlin) – serie TV, episodio 8x11 (2019)
- Blutige Anfänger – serie TV, episodio 1x01 (2020)
- Squadra speciale Lipsia (SOKO Leipzig) – serie TV, episodio 21x03 (2020)
- SOKO Wismar – serie TV, episodio 18x05 (2020)
- Il commissario Heller (Kommissarin Heller) – serie TV, episodio 1x10 (2021)
- Hamburg Distretto 21 (Notruf Hafenkante) – serie TV, episodio 15x21 (2021)
- Furia – serie TV, episodio 1x08 (2021)
- Hyperland, regia di Mario Sixtus – film TV (2021)
- SOKO Potsdam – serie TV, episodio 4x11 (2021)
- Il commissario Köster (Der Alte) – serie TV, episodio 51x03 (2022)
- Das Haus der Träume – serie TV, episodio 1x04 (2022)
- Sam - Una vita da sassone (Sam - A Saxon) – miniserie TV, 1 puntata (2023)
- Il Grifone (Der Greif) – miniserie TV, 2 puntate (2023)
- Kolleginnen - Abgetaucht, regia di Christiane Balthasar – film TV (2023)